# Vertus
Vertus är en kommun i departementet Marne i regionen Grand Est (tidigare regionen Champagne-Ardenne) i nordöstra Frankrike. Kommunen ligger i kantonen Vertus som tillhör arrondissementet Châlons-en-Champagne. År 2018 hade Vertus 2 337 invånare.

## Befolkningsutveckling
Antalet invånare i kommunen Vertus
| Referens: INSEE |